# Ait Waryaghar
Ait Waryaghar, Ait Ouriaghel oder arabisch Beni Urriaguel (Zentralatlas-Tamazight ⴰⵢⵜ ⵡⵔⵢⴰⵖⵍ Ayt Weryaɣel) ist der volkreichste Berberstamm im Rifgebirge im Norden von Marokko.

## Khmas-System
Die Ait Waryagher haben, wie die Aït Atta aus dem Gebiet des Jbel Sarhro und dem Zentralatlas Ikeräiyen Khénifra, autonome Untergruppierungen mit eigenen Caïds.
Ein Kham ist ein autonomer Stamm innerhalb eines Stammes, mit einem eigenen Caïd (Stammes-Führer). Dies sind die fünf Khmas von Ait Waryagher:
- Kham von Ait Youssouf W'Äri/Ari Ait
- Kham von Ait Bouäyach (Boudchar)
- Kham der Imrabdhen
- Kham von Abdellah Ait
- Kham von Ait Hadifa

## Geschichte
Bou Hamara hatte als Muley Mohamet der Compañía Española de Minas del Rif die Erzabbaurechte am Massiv des Beni-bu-Ifrur verkauft.
Am 8. August 1908 entführte ihn eine Gruppe von Ait Waryaghar aus dem Bergwerkscamp der Compañía Española de Minas del Rif S.A., ließ ihn aber unversehrt. Nach Auffassung der Ait Waryaghar war die Anwesenheit der spanischen Kolonisatoren illegitim, woraus sich der Guerra de Melilla entwickelte und später der zweite marokkanische Krieg einschließlich Chemiewaffeneinsatz. Am 16. Mai 1930 erließ Mohammed V. einen Dahir, mit dem er die Eigentumssituation wie sie nach Sitten und Gebräuchen in Gebieten der Berber herrschte legalisierte, um diese Gebiete für den internationalen Grundstücksverkehr zu öffnen. Dieser Berber Dahir trug zur Einigung einer National Marokkanischen Bewegung als Opposition zu diesem Dahir bei. 1956, mit dem Abzug der französischen und spanischen Truppen, taufte sich der Sultan in König um und schaffte die Regierung der Berber, das Khmas-System, ab. 1958 wagten die Ait Waryaghar einen Aufstand gegen den König.
Mohammed V. ließ den Aufstand niederschlagen, wodurch es zwischen 1958 und 1960 zu etwa 8000 Toten in der Region von Ait Abdellah und Ait Hadifa kam.
Tausende Ait Waryaghar wurden Arbeitsmigranten in Westeuropa: in den Niederlanden, Nordfrankreich, Belgien und Deutschland.

## Geographie
Der Ait der Waryagher erstreckt sich über einen weiten Bereich im Zentralrif. Die Ait der Waryagher grenzen an folgende Stämme:
- West: Targuist, und Boufrah Ait Ait Itteft
- Osten: Temsamane und Ait Touzine
- Nord: Ibaqouyenland
- Süden: Gzenaya und Ait Ammart

Das Stammesgebiet des Ait Waryaghar umfasst heute folgende Städte:
- Al Hoceïma (110.000 Einwohner)
- Imzouren (28.000 Einwohner)
- Ait Bouäyach (17.000 Einwohner)
- Ajdir (3500 Einwohner)
- Ait Hadifa (3000 Einwohner)
- Tamasint (1800 Einwohner)

Darüber hinaus gibt es unberührte ländliche Berggebiete und die noch durch den Chemiewaffeneinsatz verseuchte Bucht von Al Hoceima.